# مبارك بوصوفة
مبارك بوصوفة (بالهولندية: Mbark Boussoufa)‏ (15 أغسطس 1984 في أمستردام بهولندا) هو لاعب كرة قدم مغربي دولي يلعب في خط وسط الملعب.
لعب لنادي غينت البلجيكي من 2004 إلى 2006 وانتقل إلى نادي أندرلخت وشارك معه في 195 مباراة منها 140 مباراة في الدوري البلجيكي وسجل 60 هدفاً منها 51 في الدوري تم اختيار بوصوفة كأحسن لاعب في البطولة البلجيكية تلات مرات، في المواسم 2006، 2009 و‌2010، وفي 2011 انتقل إلى نادي آنجي الذي يلعب في الدوري الروسي وبعد أن أعلن رئيس النادي عن تغيير سياسته وذلك ببيع نجوم الفريق انضم بوصوفة إلى لوكوموتيف موسكو في أغسطس 2013 والذي شارك معه في 42 مباراة وسجل 6 أهداف، وفي فبراير 2016 عاد إلى نادي غينت.
سنة 2019 وبعد إقصاء المنتخب المغربي أمام منتخب البينين بالضربات الترجيحية خلال كأس الأمم الأفريقية 2019 أعلن بوصوفة تقاعده اللعب دوليا.

## المسيرة الكروية

### الفرق

#### نادي غينت (1984-2006)

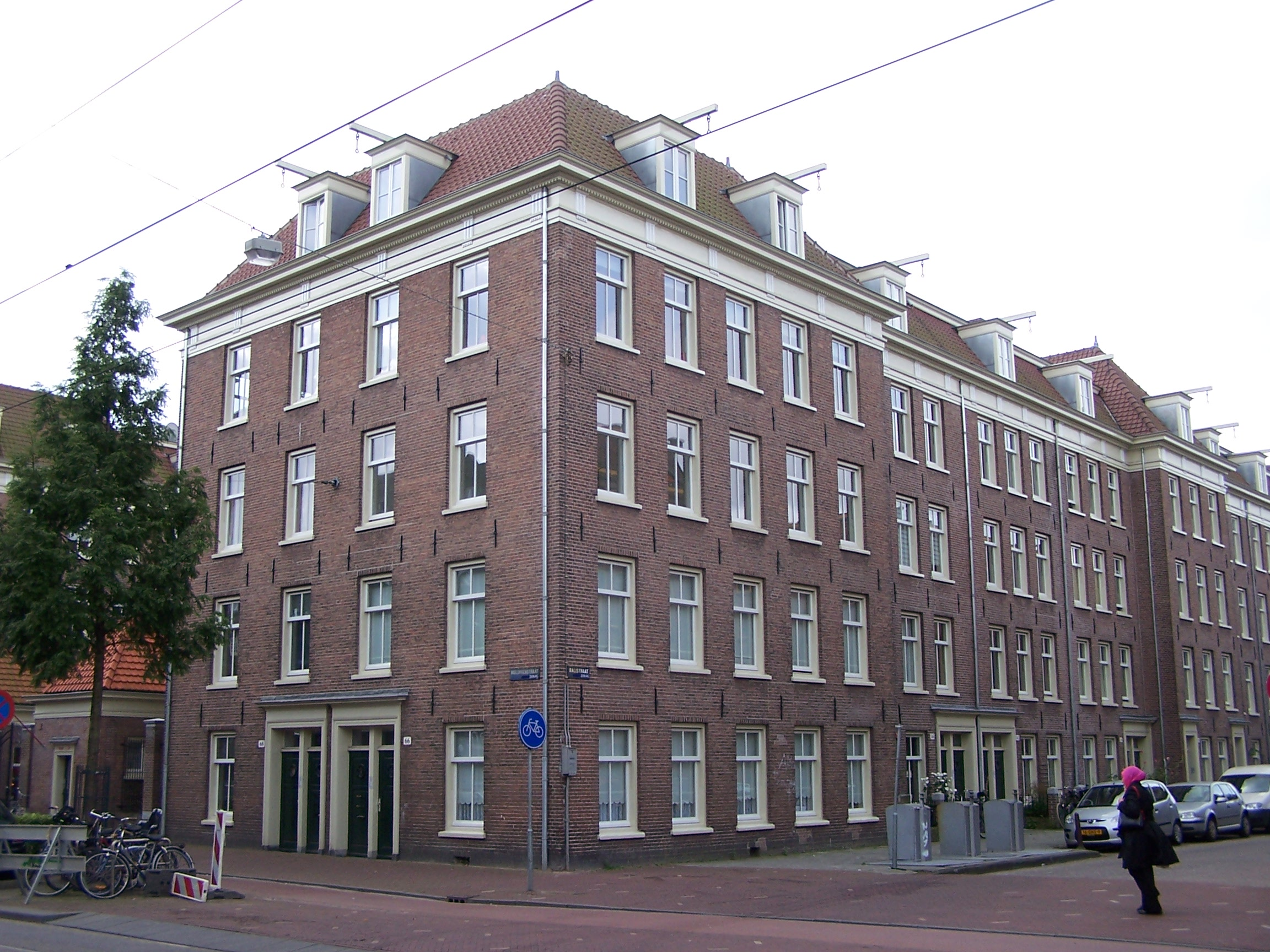
أمستردام, الحي القديم حيث كان يقيم مبارك بوصوفة

بوصوفة، الملقب في طفولته ب «مارادونا»، نسبة إلى النجم السابق الأرجنتيني دييغو مارادونا، ولد وترعرع في أمستردام بهولندا في عائلة مكونة من 4 أطفال والأب والأم من ميلر، وهي قرية تقع بالقرب من كلميم في المغرب. سليم بوصوفة، هو والد مبارك عمل طاهيا للطعام في إسبانيا وفرنسا قبل أن يستقر في حي صعبة في شرق العاصمة الهولندية. حوادث إطلاق نار، إطلاق نار، الاعتداءات، مبارك نما في حي مليئ بالمشكال كهذه لسنوات عديدة. في التسعينات، بوصوفة سوف يقضي أيامه ولياليه في ساحة مولوكينسترات للعب كرة القدم مع صديق طفولته السابق كوينسي أووسو-أبيي، لاعب دولي سابق للمنتخب الغاني. بدأ حياته لكرة القدم ضمن بعض المشجعين من نوادي مدينة أمستردام قبل أن ينضم إلى شباب أكاديمية أياكس أمستردام. و سرعان ما نقل في إنجلترا إلى تشيلسي  بينما أفضل صديق له كوينسي أووسو-أبيي هو أيضا نقل إلى نادي آرسنال لكرة القدم في نفس الجامعة. وفي هذا السياق، كان كوينسي في العمر (16 عاماً)، ومبارك (17 سنة), وسوف يتشاركون السكن في نفس الشقة في مدينة لندن. اقتصارا على الاحتياطي في إنجلترا، أنه يرى فرصته في الفريق الأول أصبح غير موجود تقريبا مع وصول رئيس النادي رومان أبراموفيتش الذي واسع بضخ أموال من أجل خلق فريق متنافس.
بعد عدة مقترحات من الأندية الهولندية مثل نادي أوترخت واتفاقية استكهولم هيرنفين، اختار أن ينظم البطولة البلجيكية. أمضى موسم 2005/2006 مع غينت، وفاز بالعديد من الجوائز في عام 2006: الحذاء الذهبي البلجيكي، لاعب كرة القدم البلجيكي للسنة، ولاعب كرة القدم البلجيكي الشباب للسنة والأحذية الأبنوس البلجيكية. وهو ثاني لاعب من بلد في شمال أفريقيا في هذه القضية المغربي (من قرية ميلر) للفوز بحذاء الأبنوس البلجيكية، بعد ميدو. وغالباً ما تشجع لشباب ميلر (قريته الأصلية) على المثابرة في كرة القدم. وقال: «التقيت شابا من ميلر يقول أنه يريد أن يصبح محترفا مقابل الحصول على المال، فقلت أنه من يكون طموحه المال لن يصل أبدا لشيء، اعتذر وقال أنه سيصبح أفضل لاعب من المغرب ثم يضيف: تذكرو هذا الشاب، اسمه هو فيصل.»
في أول موسم له في مسيرته في 2005/2006، سجل 9 أهداف، أعطى 17 تمريرة حاسمة مع نادي غينت. وكيل بوصوفة خلاف شقيق فرانك ريكارد، المدرب السابق لنادي برشلونة. كلميم أكثر تماما من ميلر، فخور بمنطقته، أسرته، وهناك حتى عودته يوم واحد الاستقرار بشكل دائم، على الرغم من أن والده قد غادر المنطقة في سن ال 20 عاماً. يقول مبارك «ولدت في أمستردام، وبعد أن أمضى طفولتي ومراهقتي، ولن أنفي ابدأ بلدي، المغرب، الذي أحبه، حيث أقضي إجازتي كل سنة، وبطبيعة الحال، أنوي حل يوم لي، بعد مسار رياضي ويحدوني الأمل في تحقيق ناجح باهر قدر الإمكان.» هذا الأخير هو أيضا مرت فرنسا ولعب في منطقة باريس في سن أصغر، جنبا إلى جنب مع أسرته. وفي عام 2006، انتخب مبارك بوصوفة أفضل لاعب للسنة الموالية وآمل الشباب في السنة في المهرجان التالث والعشرون من لاعبي كرة القدم المحترفين في الدوري البلجيكي الممتاز. المشجعين قدرو له إعطاء الكأس للرجل الثاني عشر.

### المنتخب المغربي

#### المسابقات الوطنية الدولية
- كأس الأمم الأفريقية 2018
- كأس العالم 2018
- كأس الأمم الأفريقية 2019

## جوائز وتكريمات

### الدوريات
|  |  | نادي غينت - كأس السوبر البلجيكي (1) - الفائز في عام 2006 نادي رويال أندرلخت - الدوري البلجيكي الممتاز (2) - الفائز في 2007 و2010 - كأس بلجيكا (1) - الفائز في عام 2008 - كأس السوبر البلجيكي (2) - الفائز في عام 2007 و2010 |  | لوكوموتيف موسكو - كأس روسيا (1) - الفائز في عام 2015 |  | نادي الجزيرة الإماراتي - الدوري الإماراتي للمحترفين (1) - القائز في 2017 |

### الجوائز الفردية
- جائزة أفضل لاعب في بلجيكا  (3)
  - 2005-2006، 2008-2009، 2009-2010
- جائزة الحذاء الذهبي البلجيكي  (2)
  - 2005-2006، 2009-2010 [13]
- جائزة أفضل لاعب أفريقي في بلجيكا  (3)
  - 2005-2006، 2008-2009، 2009-2010
- جائزة أسد بلجيكا  (2)
  - 2009-2010، 2010-2011
- أفضل لاعب شاب في بلجيكا  (1)
  - 2005-2006
- رجل الموسم في بلجيكا  (1)
  - 2005-2006
- أفضل هداف نادي رويال أندرلخت (1)
  - 11 هدفا في 2009
- أفضل ممر كرة قدم الدوري البلجيكي الممتاز (1)
  - 24 تمريرة حاسمة في الدوري البلجيكي الدرجة الأولى 2009–10
- رجل المباراة:[14] المغرب - ناميبيا في كأس الأمم الأفريقية 2019
- رجل المباراة:[15] المغرب - جنوب أفريقيا في كأس الأمم الأفريقية 2019
- آفضل لاعب أفريقي في تاريخ الدوري البلجيكي

## متاعب قانونية
في أبريل 2009، تم القاء القبض على مبارك بوصوفة من قبل شرطة بروكسل في مقهى خلال جولة في حي ليمونير ببروكسل للتحقق من الهوية. لكن بوصوفة لم يكن يحملها. وزعم أن أحد رجال الشرطة قد أوقفه بعنف قبل إلقائه على الأرض وتقييد يديه بالأصفاد، حيث كانت سترة اللاعب ممزقة. وأمضى بوصوفة بضع ساعات في مركز الشرطة في Place des Marolles. كما أكد بوصوفة الواقعة حيث أظهر آثار الأصفاد على معصميه. حيث صرح اللاعب المغربي الدولي: «"لقد ألقوا القبض علي قائلين أنني لم ألعب بشكل جيد الليلة الماضية"». لكن وفقا للشرطة، كان تفتيش المقهى يدخل في نطاق قضية مخدرات. في حين أن اقتياد بوصوفة، الذي لم تعرف الشرطة هويته حسب رأيها، كان بسبب عدم امتثاله للأوامر القضائية.
في عام 2016 قتل عبد الرحيم بلحاج، أفضل صديق سابق لمبارك بوصوفة، في أمستردام أمام مقهى اثر علاقة له بمافيا مخدرات مغربية. وقدم اللاعب خالص تعازيه للأسرة.

## روابط خارجية
- مبارك بوصوفة على موقع الاتحاد الدولي (مؤرشف)  (الإنجليزية)
- مبارك بوصوفة على موقع قاعدة بيانات كرة القدم.إي يو (الإنجليزية)
- مبارك بوصوفة على موقع ليكيب (الفرنسية)
- مبارك بوصوفة على موقع ناشيونال فوتبول تيمز (الإنجليزية)
- مبارك بوصوفة على موقع Soccerway.com (الإنجليزية)
- مبارك بوصوفة على موقع عالم كرة القدم.نت (الإنجليزية)
- مبارك بوصوفة على موقع AS.com (الإسبانية)